# ロッカ・プリオーラ
ロッカ・プリオーラ（伊: Rocca Priora）は、イタリア共和国ラツィオ州ローマ県にある、人口約12,000人の基礎自治体（コムーネ）。

## 地理

### 位置・広がり
ローマ県南東部のコムーネ。

#### 隣接コムーネ
隣接するコムーネは以下の通り。
- アルテーナ
- ラリアーノ
- モンテ・コンパトリ
- パレストリーナ
- ロッカ・ディ・パーパ
- サン・チェザーレオ

### 気候分類・地震分類
ロッカ・プリオーラにおけるイタリアの気候分類 (it) および度日は、zona E, 2548 GGである。
また、イタリアの地震リスク階級 (it) では、zona 2B (sismicità media) に分類される。

## 行政

### 山岳部共同体
広域行政組織である山岳部共同体 Comunità montana Castelli Romani e Prenestini  (it) に属する。

## 姉妹都市
- ゾーラント・アン・デア・シュプレー（ドイツ語版）、ドイツ